# 3ª Divisione fanteria di marina "San Marco"
La 3ª divisione di fanteria di marina «San Marco» fu una delle quattro divisioni dell'Esercito Nazionale Repubblicano. Inizialmente denominata 3ª Divisione di fanteria, nel gennaio 1944 fu ri-denominata 3ª Divisione granatieri e infine nel marzo 1944 assunse il nome di 3ª divisione di fanteria di marina «San Marco». La Marina Nazionale Repubblicana istituì invece la Divisione fanteria di marina Xª. Fu attiva fino alla fine di aprile 1945.

## Storia

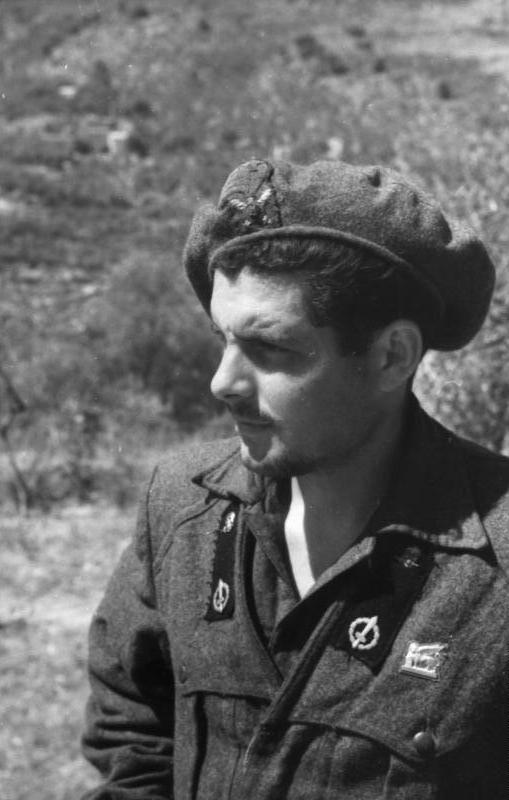
Militare appartenente al Gruppo Esplorante Divisionale della Divisione San Marco, come si evince dal fregio sul basco (diverso da quello d'ordinanza per la Marina della Decima) e dalle mostrine nere con i teschi, caratteristiche di questa unità.

### Costituzione
Un primo nucleo di istruttori giunse a Grafenwöhr, sede del campo di addestramento, nel dicembre 1943. La divisione fu indicata dai tedeschi con la denominazione  3. Italienische Infanterie Division. I quadri furono completati all'inizio di febbraio, con l'apporto dei «volontari», circa 1.800, provenienti da reparti della Xª Flottiglia MAS e dalla 1ª Divisione di marina italiana proveniente, in massima parte, da Bordeaux, mentre un centinaio di essi proveniva dal disciolto Battaglione «Caorle».

### Addestramento
Il grosso della forza fu fornito dalla leva delle classi 1924 e 1925, che furono inviate al campo d'addestramento di Grafenwöhr. Alcuni reparti furono addestrati nel campo di Heuberg.
Fu la prima unità ad avere i ranghi al completo e la prima a iniziare l'addestramento.

### Attività
Rientrata in Italia nel luglio 1944, la Divisione fu schierata a difesa delle coste della Liguria occidentale, ed ebbe subito numerose diserzioni, con il comandante Aldo Princivalle che entrò in contrasto con gli ufficiali di collegamento tedeschi e fu sostituito.
Continuò a operare fino all'aprile 1945.

## Comandanti
- Gen. Aldo Princivalle 28 novembre 1943-23 agosto 1944
- Gen. Amilcare Farina 23 agosto 1944-30 aprile 1945

## Inquadramento

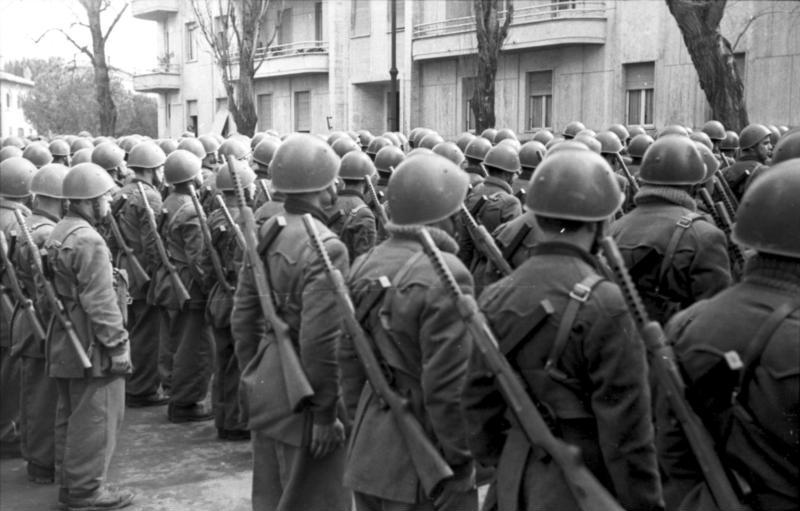
Soldati della "San Marco" della Repubblica Sociale Italiana, a Roma nel marzo 1944.

La divisione, composta da 16.000 uomini e 600 ufficiali, era organizzata come segue:
- Comando e Compagnia comando
- 3ª Compagnia Guardia Nazionale Repubblicana ferroviaria
- 3ª Compagnia Guardia Nazionale Repubblicana stradale
- 3ª Sezione Guardia Nazionale Repubblicana (polizia militare)
- 3ª Compagnia controcarro
- III Gruppo rifornimenti
- III Battaglione trasporti
- III Battaglioni pionieri
- III Gruppo collegamenti
- III Gruppo esplorante
- III Battaglione complementi
- 5º Reggimento fanteria di marina, su:
  - Comando e Compagnia comando
  - I, II e III Battaglione

- 6º Reggimento fanteria di marina, su:
  - Comando e Compagnia comando
  - I, II e III Battaglione

- 3º Reggimento di artiglieria alpina, su:
  - Comando e batteria comando
  - I, II, III e IV Gruppo artiglieria

In aprile la divisione schierava 12.000 uomini, nelle seguenti formazioni:
| Unità della "3ª Divisione fanteria di marina "San Marco""           |
| 5º Reggimento fanteria di marina su tre Battaglioni e 16 Compagnie; |
| 6º Reggimento fanteria di marina su tre Battaglioni e 16 Compagnie; |
| 3º Reggimento Artiglieria su 4 Gruppi e 12 Batterie;                |
| III Gruppo Esploratori su tre Squadroni Pesanti;                    |
| 3ª Compagnia contro carri;                                          |
| 3º Battaglione Pionieri su tre Compagnie;                           |
| 3º Battaglione Collegamenti su due Compagnie;                       |
| 3º Battaglione complementi su 5 Compagnie.                          |